# Srednjoindijski hrbat
Srednjoindijski hrbat (eng. Central Indian Ridge (CIR)) srednjooceanski je hrbat usmjeren u pravcu sjever-jug u zapadnom Indijskom oceanu.
Morfologija Srednjoindijskog hrbata karakteristična je za spore do srednje hrbate. Osna dolina duboka je 500–1000 m; segmenti hrbata dugi 50-100 km odvojeni su transformacijskim rasjedima dugim 30 km i netransformnim diskontinuitetima dugim 10 km. Opskrba talinom dolazi iz aksijalnih vulkanskih hrbata dugih 15 km, širokih 1-2 km i visokih 100 do 200 m iznad aksijalnog dna.
S brzinom širenja od 30 mm/god u blizini ekvatora i 49 mm/god u blizini Rodrigešovog trostrukog spoja na njegovom južnom kraju, Srednjoindijski hrbat je hrbat, koji se umjereno brzo širi karakteriziran umjerenim nagibom i nekoliko velikih pomaka, a očita iznimka je gotovo 300 km duga rasjedna zona Marie Celeste na 18° J. Između 21° J i rasjedne zone Marie Celeste (18° S), Srednjoindijski hrbat odstupa prema zapadu. Duž ove dionice, veći pomaci prelaze s desne strane na lijevu stranu, ali se vraćaju na desnu stranu sjeverno od 18°S.
Inače, južni dio Srednjoindijskog hrbata gotovo je pravokutan na smjer širenja. Aksijalna dubina Srednjoindijskoga hrbata raste od 3200 m na 20° J do 4000 m u blizini Rodrigešovog trostrukog spoja.
Jugozapadni indijski hrbat nalazi se duž dna jugozapadnog Indijskog oceana i jugozapadnog Atlantskog oceana. 